# Tony Emery
Anthony John Emery (4 tháng 11 năm 1927 – 5 tháng 11 năm 2005) là một cầu thủ bóng đá người Anh thi đấu ở vị trí trung vệ.

## Sự nghiệp
Sinh ra ở Lincoln, Emery thi đấu cho Lincoln City và Mansfield Town, có 428 lần ra sân ở Football League.

## Đời tư
Cha của ông, Bob và cậu của ông Fred cũng là các cầu thủ bóng đá.